# ベントレー・8リットル

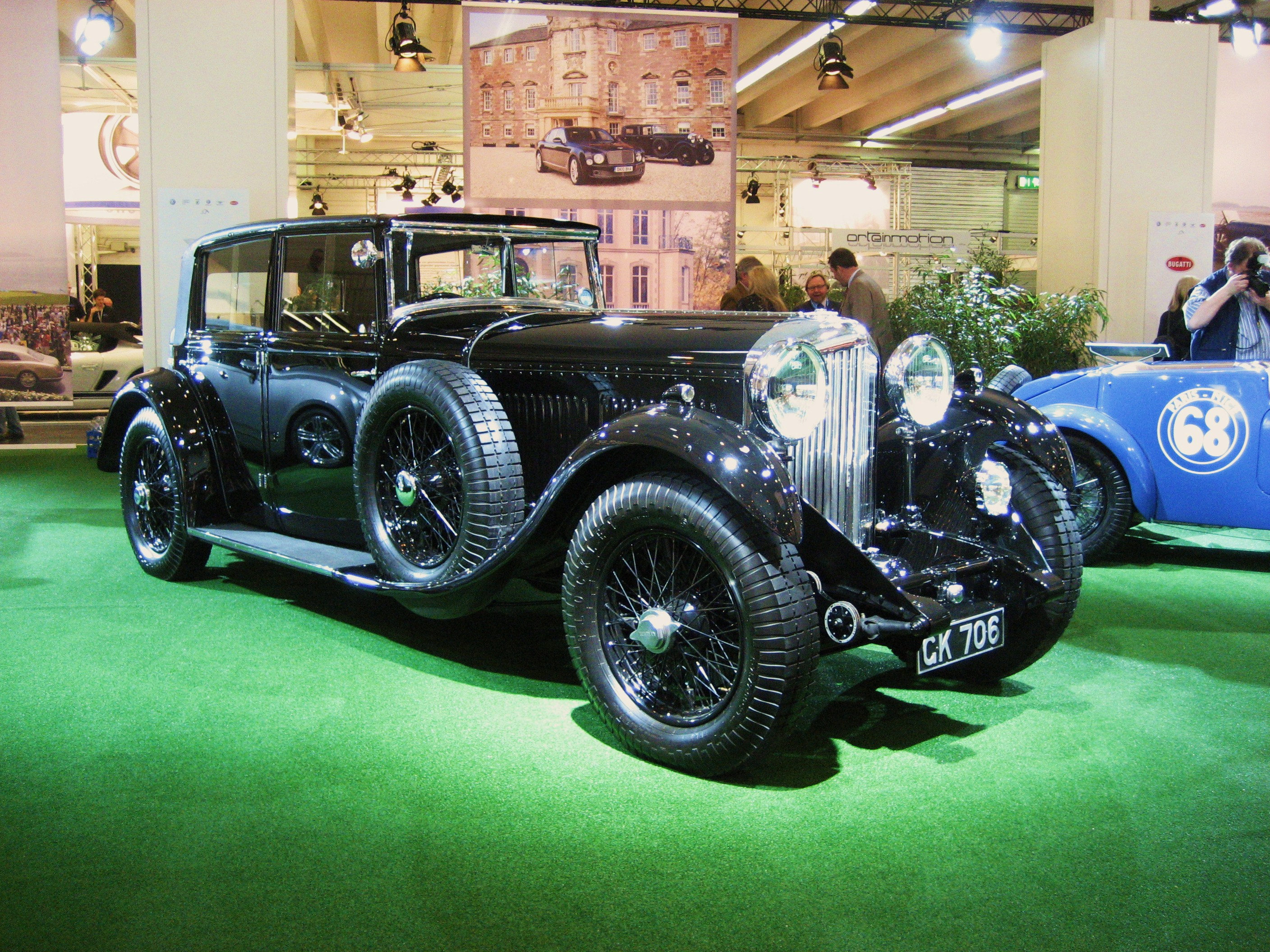
8リットル

ベントレー・8リットルはベントレーが1930年から1931年に製造した乗用自動車である。

## メカニズム
エンジンはこれまでの集大成とも言えるマグネシウム合金製クランクケースのSOHC4バルブと高度な設計を採用し水冷直列6気筒、内径φ110mm×行程140mm、排気量は7,979cc。仕様はいくつかあり、最高出力は仕様により200-250hp。ガソリンタンク容量は112.5リットルで、満タン状態での車両重量は3tを超える。最高速度は104mph(約167.3km/h)に達し、燃料満タン状態でも160km/h以上になるという。
トランスミッションは4MT。
ホイールベースは144in(3657.6mm)と156in(3962.4mm)の仕様がある。

## その他
- 生産台数は100台[1][2]。

## 登場作品

### ゲーム
- Forza Motorsport 4

購入はできないが、車の鑑賞モードである、「Autovista」にて、外装、内装、エンジンルーム、トランクを観ることができる。
車両の概要や特徴を男性ナレーターとトップ・ギアの元司会者のジェレミー・クラークソンの解説も聞くことができる。